# Lynn Campbell
Lynn Campbell (ur. 1896, zm. 9 października 1918) – kanadyjski as myśliwski okresu I wojny światowej. Odniósł 7 zwycięstw powietrznych. 
W 1917 roku został skierowany do Royal Flying Corps. Po przejściu szkolenia jako pilot został skierowany  do No. 62 Squadron RAF. Został przydzielony do załogi z Williamem Hodgkinsonem. Razem odnieśli 5 zwycięstw powietrznych.
Pierwsze zwycięstwo odniósł 12 kwietnia bad niemieckim samolotem Albatros D.V na wschód od Estaires. Ostatnie 7 zwycięstwo odnieśli 9 października 1918 roku nad samolotem Fokker D.VII w okolicach Préseau. Wkrótce po tym pilotowany przez Campbella Bristol Fighter został zestrzelony przez niemieckiego asa Paula Bäumera. Campell oraz jego obserwator William Hodgkinson zginęli. Zostali pochowani na Préseau Communal Cemetery, Pas-de-Calais.